# Amtshausberg
Der Amtshausberg ist ein Sporn der Ebenöde in Vlotho. Ursprünglich hieß der Berg Deesberg, er wurde Ende des 12. Jahrhunderts als Theresburg erstmals schriftlich erwähnt. Er hat eine Höhe von 141,8 m ü. NN. Der direkt an der Weser gelegene Berg dominiert zusammen mit dem Steinberg und der Ebenöde das nördliche Stadtpanorama. Der Berg liegt im Norden des Ortsteils Vlotho. Er gehört naturräumlich zum Weserbergland bzw. zu den Lipper Bergen.
Auf dem Amtshausberg befindet sich die Ruine der Burg Vlotho und etwa 500 m nordwestlich davon die Reste der Wallanlage "Schwedenschanze". In einem nach 1800 errichteten Fachwerkbau im Ostteil des Geländes der Burg Vlotho arbeiteten und wohnten die Amtmänner des Amtes Vlotho, worauf der Name des Berges zurückzuführen ist. 1889 wurde er von der Stadt Vlotho erworben und gehört seitdem zum Stadtgebiet.
In unmittelbarer Nähe der Burg Vlotho befinden sich der Jugendhof Vlotho und das Ludwig-Jahn-Stadion. Der WDR errichtete auf dem Amthausberg einen Sendemast, der im Jahr 2001 erneuert wurde.